# 中亚
中亚（英語：Central Asia），即亚洲中部，在地理上是指西至里海，东到中国新疆，南到阿富汗，北到俄罗斯的广大区域。而根据长期占据这片区域大部分领土的前苏联官方定义，中亚仅指其五个加盟共和国：哈萨克、吉尔吉斯、塔吉克、土库曼、乌兹别克。
苏联解体后，中亚成了亚洲中部现已独立的五个前苏联加盟共和国——哈萨克（1878万人）、吉尔吉斯（652万人）、塔吉克（954万人）、土库曼（603万人）、乌兹别克（3347万人）以及阿富汗等国的总称。虽然关于中亚的定义没有得到全世界范围的认可，但这一地区有着一些显著特征。例如，在历史上，中亚地区的主要居民属于游牧民族，而这块区域也是丝绸之路的重要组成部分。因为这个原因，这一区域成了东亚、西亚、南亚、和北亚各个民族、各种宗教以及各种思想的交汇之地；到了近现代，西欧殖民者和美苏争霸又在此区域兴起各种霸权争夺，产生了古老与现代的思想交汇。
中亚最早的民族已经不可考，因为缺少文字和聚落的遗存物，许多零星遗迹也无法得到有效断代与确认。自公元前2世纪起，从塔克拉玛干绿洲越过葱岭西迁而来的大月氏人征服了本地民族大夏人，逐渐融合成了新的民族。月氏人与西亚两河流域的安息人长期在此地区共存，而版图此消彼长。此时中亚的主要民族或政权有原本的大夏、大宛，西迁来的大月氏以及更偏北方的乌孙。由于缺乏历史样本，现在已经很难知道当时这些民族的具体人种，但根据中国史书记载，除了乌孙明显具有高加索人種特征外，本地的土著民族“深目多髯”，即眼窝较深、胡须较多，并没有任何肤色、瞳色、髮色的明显差异；而月氏人与敦煌、祁连山南部的羌人同族，应当属于黄种人。
到了公元1～3世纪，大月氏五个翕候部族的一支贵霜翕候攻灭其他四部，取代大月氏建立新的政权。贵霜帝国强盛时期南臣高附、身毒，西却安息，建立了南到印度洋、东到葱岭、西到里海沿岸的大帝国。此时中国史书中关于人种的相关记载没有出现特别的变化，仍然是“深目、多髯”类似的特征。
到了公元5~6世纪，随着北亚草原民族丁零、柔然、敕勒等，逐步沿蒙古高原外围西迁、南迁，与中亚地区的民族发生了更多的交流。此时期本地的各民族特征缺乏史料记载，中国史书没有额外的描写；然而西方史学界将此阶段称为突厥化，并认为直到“突厥化”早期以及9世纪伊斯兰化之前，中亚地区的主要居民是”操伊朗语支各语言的、属于白种人的东伊朗人（即中国史书中说的粟特人以及希腊文献中的斯基特人）”、这种观点与本地区长期存在的民族成分不符，在史学上与中亚地区临近的中国记载相冲突，也缺乏可信的实证。
总之，从6世纪后期，随着唐朝对突厥汗国的军事行动和对中亚地区的羁縻统治，突厥民族和文化在中亚产生了较大的影响，逐渐彼此融合。随着公元840年唐朝与吐蕃战争失利，阿拉伯人的祖先建立的大食和藏族人的祖先建立的吐蕃政权在此地区展开争夺，直到12世纪辽被金和宋攻灭以后，耶律大石率领2万部众迁徙到这里，建立了强大而短暂的西辽，直到13世纪被蒙古汗国击溃。13世纪开始，和突厥民族一样来自蒙古草原的蒙古人西征中亚，由于两次外交努力的失败，蒙古军队在花剌子模（今天的乌兹别克和土库曼）对当地成年男性進行了报复性屠殺。蒙古汗国对中亚的西征以及察合台汗国和金帐汗国在中亚的建立，直接导致现代中亚人的父系基因有30%左右来自蒙古，8%左右来自于汉代时期的西域（今新疆）或8世纪左右的吐蕃，以及2%左右来自于东亚基因群（大概来自唐代安西都护府的汉人官僚和士兵）

## 定义

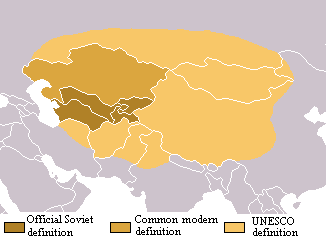
三種不同說法的中亞地區定義地圖
（左）蘇聯官方定義
（中）目前普遍的定義
（右）联合国教育科学文化组织的定義

中亚这个概念最早由德国地理学家亚历山大·冯·洪堡于1843年提出，其所包含的范围存在多种界定。
范围最狭窄的界定来自苏联官方的定义，即仅指其下属的四个加盟共和国吉尔吉斯苏维埃社会主义共和国、乌兹别克苏维埃社会主义共和国、塔吉克苏维埃社会主义共和国、土库曼苏维埃社会主义共和国。苏联时期，这一界定在国际上也广泛使用。

中亚国家

然而在俄罗斯文化中，关于中亚有两个概念：一个是Средняя Азия（英语可译成Middle Asia），是较为狭窄的概念，是指历史上曾经为俄罗斯所统治的位于亚洲中部的非斯拉夫人居住的地区；另一个是Центральная Азия（英语可译成Central Asia），范围较为广泛，即指亚洲中部地区而不论这些地区是否曾受俄罗斯统治。
在苏联解体后，已经独立的吉尔吉斯、乌兹别克、塔吉克和土库曼的领导人在塔什干举行会议，宣布中亚地区应当包括哈萨克在内。从此之后，中亚五国成了中亚最为普遍接受的界定。
另一个变通的界定方法是根据种族划分，即东突厥人、东伊朗人以及蒙古人居住的地区。这些区域包括中华人民共和国的新疆维吾尔族自治区、西伯利亚南部生活着突厥民族的区域、从前苏联独立的五个中亞国家以及阿富汗。此外还包括阿富汗、巴基斯坦北部和克什米尔山谷，以及西藏和印度的拉达克。在这一概念下，上述地区的绝大部分居民都属于当地原住民。
有一些地方宣称在地理上位于亚洲的中心位置，例如俄罗斯图瓦共和国的首府克孜勒，以及中国新疆乌鲁木齐以北320公里的一个小村庄（见下文）。

## 地理

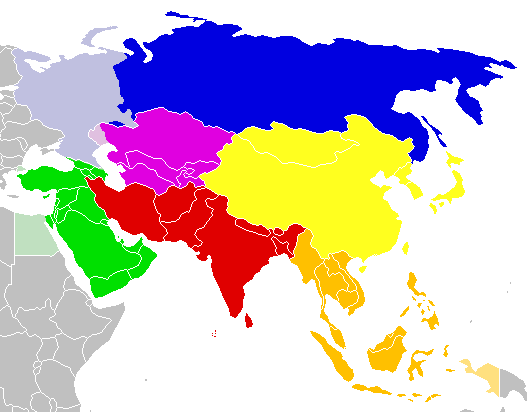
亚洲分区:
北亚
中亚
西亚
南亚
东亚
东南亚

中亚地区地域辽阔，地貌复杂。既有天山山脉这样的高山，也有卡拉库姆沙漠、克孜勒库姆沙漠、塔克拉玛干沙漠、戈壁滩等廣大的沙漠。但最具中亚特征的地形无疑是稀树草原。中亚地区的草原和东欧草原一起构成了横贯欧亚大陆的欧亚大草原。
中亚的大部分区域都异常干燥，难以种植作物，大部分中亚地区的居民以放牧为生，工业则集中在该地区的城市之中。
中亚地区的主要河流包括阿姆河、锡尔河、哈里河和穆尔加布河，湖泊则有咸海、巴尔喀什湖以及世界上最大的湖泊里海，这些河流和湖泊构成了中亚地区庞大的内流区。由于近几十年来工业和灌溉用水量的急剧提升，上述水体均应水流量减少而发生了水体收缩现象。考虑到水对于干旱的中亚地区的重要性，水流量减少很有可能导致地区冲突。
中亚地区有以下地理极端：
- 世界上最北端的沙漠，位于北纬50度18分，蒙古国扎布汗省的 Buurug Deliin Els 沙漠。
- 北半球最南端的永久冻土，位于蒙古国巴彦洪戈尔省的额尔登内索格。
- 世界上最北端的沙漠与永久冻土之间最短的距离：770公里。
- 歐亞大陸難抵極（最难到达的地点）：

位于新疆乌鲁木齐以北320公里、中国-哈萨克斯坦边界的古尔班通古特沙漠中（经纬度为：46°17′N 86°40′E / 46.283°N 86.667°E），属于塔城地区和布克赛尔县，距离最近的海岸线有2645公里之遥。
早期研究认为此地应当就是大陆的最难到达点。然而，上述地点忽视了鄂毕湾，从该地点到鄂毕湾的距离大大缩短了之前计算的其到海洋的距离。近期的研究提出了两个新的候选地点：一个位于44°17′N 82°11′E / 44.29°N 82.19°E ，在新疆伊犁哈萨克自治州伊宁市东北方约80公里，距离最近的海岸线约2510公里；另一个位于45°17′N 88°08′E / 45.28°N 88.14°E ，在乌鲁木齐以北约160公里，距离最近的海岸线约2514公里。
中亚地区远离海洋也造成了整个地区昼夜温差极大。
根据世界野生动物基金会的生物地理分布区体系，中亚地区属于古北界。该地区最大的生态体系是温带草原、稀树草原和疏灌丛。其他生态体系还包括山地草原和灌丛、荒漠和干燥疏灌丛，以及温带针叶林。

## 历史

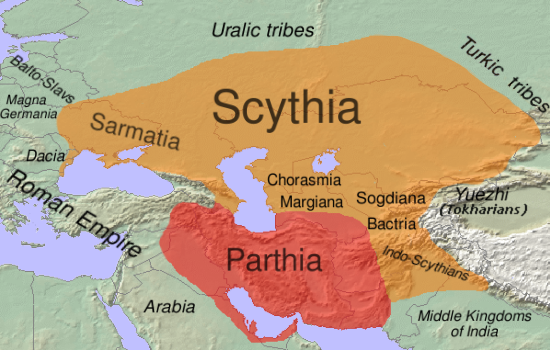
公元前1世纪伊朗人的扩张：橙色即为斯基泰人（主要由东伊朗人构成）的疆域

影响中亚历史的主要是地理和气候。因为气候的冷暖周期，中亚在近1000年变得更干燥，绿洲消失、降雨减少，不利于农牧业的发展；又因为地处亚洲内陆交通要道、历史上不断处于大国争霸的角逐场。因此，中亚地区城市稀少，近200年来随着附近占支配地位的大国的衰落而衰落。
中亚的游牧民族与周边的游牧民族长期冲突不断。游牧民族的生活方式显然更适合战争，草原骑兵可以说是当时世界上最强大的军事单位，但他们的国家形式往往受到生产力不足、低水平手工业和农业的遏制，导致其一旦超出土地承载力，就会展开对周边富庶民族的劫掠，成为动荡之源。历史上，不断有被中国击溃的北亚游牧民族穿越中亚的丝绸之路走向更靠西的草原，也不断有强盛起来的阿拉伯民族、俄罗斯民族、西欧民族试图通过控制中亚地区来控制整个亚洲大陆的贸易利润，直到近现代海洋贸易和金融霸权的崛起，导致”通过战争来改变一个国家，这在现代已经不可能了“。也有观点认为，游牧民族彼此间的战争往往会促进游牧民族的内在统一，从而周期性地产生伟大领袖来统一领导所有部落，形成一股强大的近乎不可阻挡的力量，诸如北亚的匈奴、柔然、突厥汗国以及几乎征服整个欧亚大陆的蒙古帝国】的。

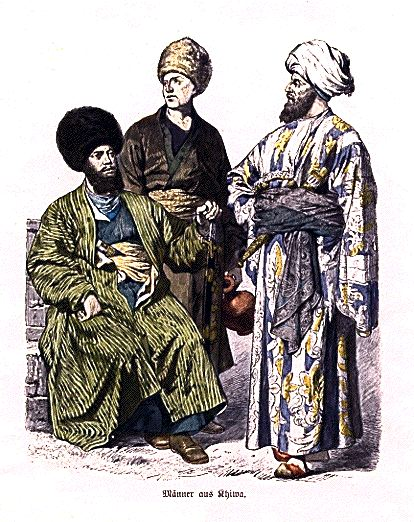
来自希瓦汗国的乌兹别克人

在前伊斯兰化时期和突厥化早期，中亚南部主要居住着使用伊朗语的族群。在这些古代的伊朗定居民族中，粟特人和花剌子模人扮演者重要的角色；而斯基泰人和之后兴起的阿兰人则过着半游牧的生活。到了公元5世纪，突厥人开始进入中亚地区，这样的迁徙一直持续到了公元10世纪。而在13世纪到14世纪间，蒙古人入侵中亚，几乎整个中亚都成了察合台汗国的领土。

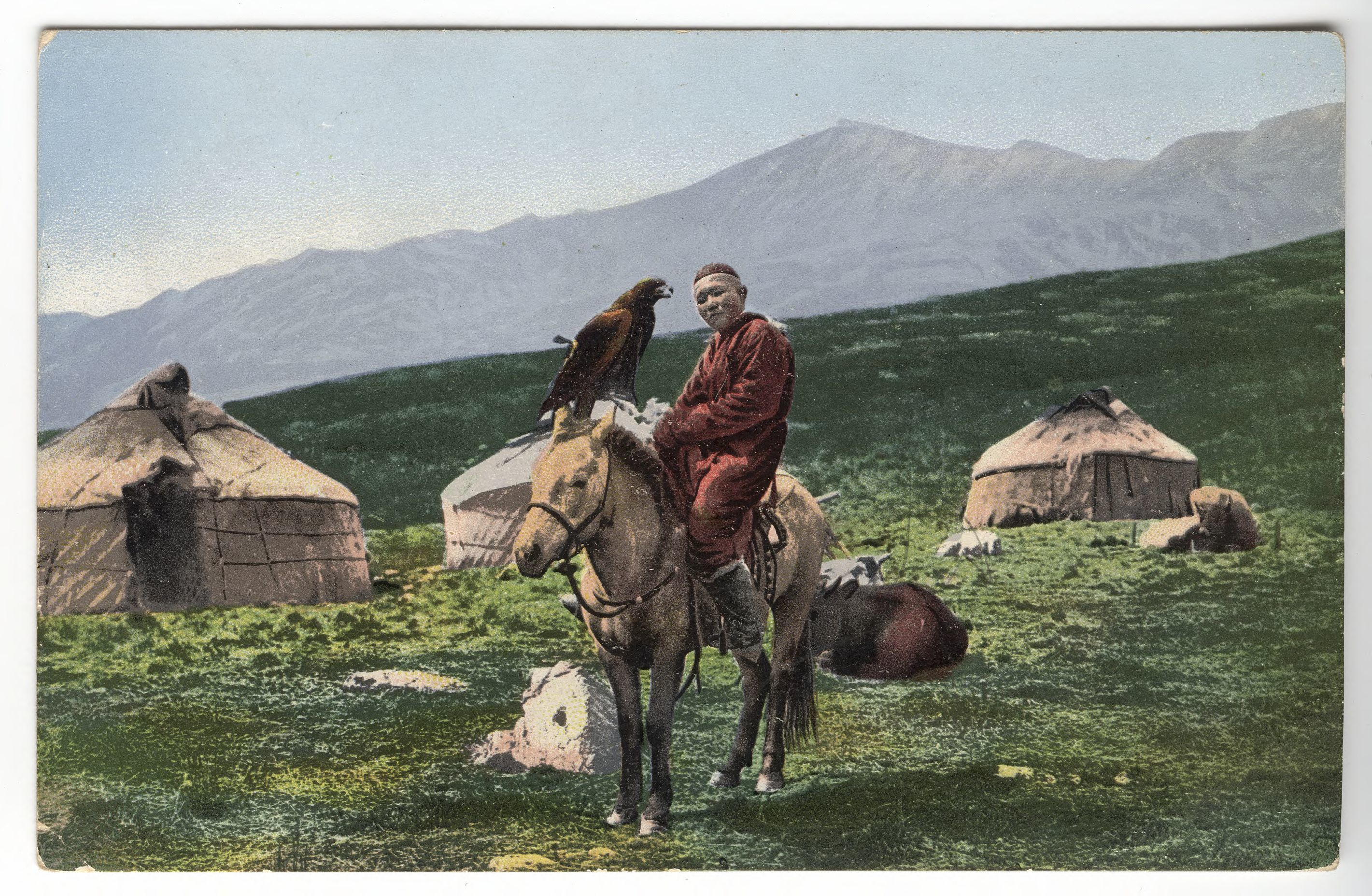
一位哈萨克骑手，肩上站着一只金雕

到了16世纪，游牧民族在中亚的优势终结了，火器的大规模发展让定居民族取得了支配权。俄罗斯、中国以及其他强大的帝国逐步扩张，到19世纪末，已经占领了中亚大部分土地。俄国十月革命之后，中亚西部成了苏联的一部分；而东部则成了中华民国的新疆省，1949年之后属于中华人民共和国，1955年建立了新疆维吾尔族自治区。蒙古独立建国，但却成了苏联的卫星国。阿富汗则是一个深受苏联影响的国家，并在1979年遭到苏军入侵。
苏联所控制的中亚地区开展了工业化和城市化的进程，但同时也伴随着对本地文化的压制，并带来环境问题。成百上千的中亚居民在农业集体化运动中丧生，由此造成了长期的民族关系紧张。此外，苏联的民族安置政策将成百万的人口迁入西伯利亚和中亚，有时甚至是整个民族的迁移。按照 Touraj Atabaki 和 Sanjyot Mehendale 在2005年出版的《Central Asia and the Caucasus: transnationalism and diaspora》一书的说法，在1959年至1970年间，有两百万来自苏联各地的人口被迁入中亚，其中一百万进入哈萨克斯坦。
苏联解体后，中亚五国获得独立。但在独立后的早期，前共产党官员依然掌握着权力，其中的任何一个国家都难以称得上是一个民族国家。但是在吉尔吉斯斯坦、哈萨克斯坦以及蒙古国，官方采取了一些开明政策；而在乌兹别克斯坦、塔吉克斯坦和土库曼斯坦，政府依然维持着苏维埃体制。

## 文化

### 宗教
伊斯兰教是中亚五国、阿富汗、中国新疆以及巴什科尔托这样的外围地区都是最主要的宗教。中亚的大部分穆斯林都属于逊尼派，但在阿富汗和塔吉克斯坦也居住者相当一部分什叶派穆斯林。
琐罗亚斯德教大约在公元前6世纪中期，瑣羅亞斯德在伊朗高原西北隅开始了其先知的传道生涯，琐罗亚斯德教在伊斯兰化之前是中亚最主要的宗教，至今在中亚仍有重要影响。例如中亚五国都会庆祝的纳吾肉孜节最初即是琐罗亚斯德教的节日。
在伊斯兰化之前，佛教也在中亚具有很大影响，正是横穿中亚的丝绸之路把佛教带到了中国。而在突厥人中间，伊斯兰化之前都有腾格里信仰。在西藏、蒙古和拉达克，藏传佛教占据主要地位。而在西伯利亚南部仍存在着萨满教。此外，儒家思想则随着汉族的迁徙而传播。
景教是基督教进入中亚后形成的一个新的教派，其教义是如今的俄罗斯正教会的主要来源，在哈萨克斯坦信徒众多。在乌兹别克斯坦和塔吉克斯坦曾经居住着相当数量的布哈拉犹太人，但随着苏联解体几乎已经全部移居国外了。

### 艺术
中亞有一種至少一千年歷史的即興口述詩歌。這種詩歌一般是由吉爾吉斯和哈薩克斯坦的即興詩人阿肯配以一種弦樂器唱出，即吉爾吉斯的火不思或哈薩克斯坦的冬不拉。這種傳統源自早期的吟遊詩人和口述史學家。一部分中亞人學習吟唱瑪納斯史詩（Manas）。瑪納斯是吉爾吉斯族的英雄史詩，專門學習瑪納斯但不會即興吟唱的人則稱為 Manaschis。在蘇聯時代，阿肯的演奏受到蘇維埃官方同化為政治宣傳工具，其受歡迎程度曾一度因此而下降。雖然仍然被政治家利用作宣傳工具，阿肯演奏在蘇聯解體後再次受到歡迎。2005年華盛頓郵報文章曾指出阿肯即興詩歌與現代西方饒舌的相似之處。
中亞的攝影在一八八二年俄羅斯門諾派教徒 Wilhelm Penner 隨門諾派移民潮移居希瓦汗國後開始發展。在 Penner 到達希瓦汗國後他與當地一名學生 Khudaybergen Divanov 分享他的攝影技術。Khudaybergen Divanov 後來成為烏茲別克攝影術的創立者。

## 国情简介
|              | 哈萨克斯坦共和国             | 吉尔吉斯共和国                 | 乌兹别克斯坦共和国               | 塔吉克斯坦共和国             | 土库曼斯坦                   |
| ------------ | ---------------------------- | ------------------------------ | -------------------------------- | ---------------------------- | ---------------------------- |
| 国徽         |                              |                                |                                  |                              |                              |
| 国旗         | 哈萨克斯坦                   | 吉尔吉斯斯坦                   | 乌兹别克斯坦                     | 塔吉克斯坦                   | 土库曼斯坦                   |
| 地图         |                              |                                |                                  |                              |                              |
| 人口         | 18776707                     | 6524195                        | 33469203                         | 9537645                      | 6031200                      |
| 面积         | 2724900 km2（1052100 sq mi） | 199900 km2（77200 sq mi）      | 447400 km2（172700 sq mi）       | 143100 km2（55300 sq mi）    | 488100 km2（188500 sq mi）   |
| 人口密度     | 6.9/km2 (17.8/sq mi)         | 32.6/km2 (84.5/sq mi)          | 74.8/km2 (193.8/sq mi)           | 66.7/km2 (172.5/sq mi)       | 12.4/km2 (32/sq mi)          |
| 时区         | UTC+05:00 哈萨克斯坦标准时间 | UTC+05:00 吉尔吉斯斯坦标准时间 | UTC+05:00 乌兹别克斯坦标准时间   | UTC+05:00 塔吉克斯坦标准时间 | UTC+05:00 土库曼斯坦标准时间 |
| 首都         | 阿斯塔纳                     | 比什凯克                       | 塔什干                           | 杜尚别                       | 阿什哈巴德                   |
| 最大城市     | 阿拉木图                     | 比什凯克                       | 塔什干                           | 杜尚别                       | 阿什哈巴德                   |
| 政体         | 单一制 总统制 共和国         | 单一制 议会制 共和国           | 单一制 总统制 共和国             | 单一制 总统制 共和国         | 单一制 总统制 共和国         |
| 国家元首     | 哈萨克斯坦总统               | 吉尔吉斯斯坦总统               | 乌兹别克斯坦总统                 | 塔吉克斯坦总统               | 土库曼斯坦总统               |
| 政府首脑     | 哈萨克斯坦总理               | 吉尔吉斯斯坦总理               | 乌兹别克斯坦总理                 | 塔吉克斯坦总理               | 土库曼斯坦总统               |
| 国会         | 哈萨克斯坦议会               | 吉尔吉斯斯坦议会               | 乌兹别克斯坦议会                 | 塔吉克斯坦议会               | 土库曼斯坦议会               |
| 货币         | 哈萨克斯坦坚戈               | 吉尔吉斯斯坦索姆               | 乌兹别克斯坦索姆                 | 塔吉克斯坦索莫尼             | 土库曼斯坦马纳特             |
| 一级行政区划 | 14个州和3个直辖市            | 7个州和1个直辖市               | 12个州、1个自治共和国和1个直辖市 | 3个州、1个区和1个首都直辖市  | 5个州和1个直辖市             |
| 官方语言     | 哈萨克语、俄语               | 吉尔吉斯语、俄语               | 乌兹别克语                       | 塔吉克语、俄语               | 土库曼语、俄语               |
| 主要宗教     | 伊斯兰教                     | 伊斯兰教                       | 伊斯兰教                         | 伊斯兰教                     | 伊斯兰教                     |
| 主体民族     | 哈萨克族                     | 吉尔吉斯族                     | 乌孜别克族                       | 塔吉克族                     | 土库曼族                     |

### 傳統中亞地區
注：哈萨克斯坦的部分地区也可划入东欧
| 國家 | 面積 km²  | 人口 （2020年） | 人口密度 per km² | GDP 百萬美元（2019年） | 人均GDP （2019年） | 首都       | 官方语言         |
| ---- | --------- | --------------- | ---------------- | ---------------------- | ------------------ | ---------- | ---------------- |
|      | 2,724,900 | 18,776,707      | 6.90             | 170,326                | $9,071             | 阿斯塔納   | 哈萨克语、俄语   |
|      | 199,951   | 6,524,195       | 32.63            | 8,261                  | $1,266             | 比什凯克   | 吉尔吉斯语、俄语 |
|      | 143,100   | 9,537,645       | 66.7             | 8,152                  | $855               | 杜尚别     | 塔吉克语、俄语   |
|      | 488,100   | 6,031,200       | 12.4             | 46,674                 | $7,739             | 阿什哈巴德 | 土库曼语、俄语   |
|      | 447,400   | 33,469,203      | 74.8             | 60,490                 | $1,807             | 塔什干     | 乌兹别克语       |

### 擴展中亞地區（廣義）
注：以下国家的面积和人口均为全国
| 國家或地區 | 面積 km²   | 人口 （2020年） | 人口密度 per km² | 首都     | 官方语言                 |
| ---------- | ---------- | --------------- | ---------------- | -------- | ------------------------ |
| 伊朗       | 1,648,195  | 83,204,000      | 48               | 德黑兰   | 波斯语                   |
| 阿富汗     | 647,500    | 38,928,346      | 60.1             | 喀布尔   | 波斯语                   |
| 中國       | 9,596,961  | 1,439,323,776   | 150              | 北京     | 汉语                     |
| 蒙古国     | 1,564,116  | 3,278,290       | 2.10             | 乌兰巴托 | 蒙古语                   |
| 巴基斯坦   | 796,095    | 220,892,340     | 277.5            | 伊斯兰堡 | 乌尔都语、英语           |
| 俄羅斯     | 17,098,242 | 145,926,116     | 8.53             | 莫斯科   | 俄语                     |
| 印度       | 3,287,263  | 1,380,004,385   | 420              | 新德里   | 英语、乌尔都语、印地语等 |

## 政治
自1991年苏联解体后，中亚五国并没有很好的完成民主转型，特别是土库曼斯坦更是被称为“中亚朝鲜”。根据经济学人的民主指数近10年的数据，中亚五国仅吉尔吉斯斯坦为混合政权，其余均为专制政权。同样根据自由之家各国自由程度近10年的数据，中亚五国仅吉尔吉斯斯坦为部分自由以上。

## 人文
請參見中亞美術。

### 引用
1. ↑  .   [2012-04-18]. （原始内容存档于2017-05-25）.
2. 1 2  Encyclopædia Iranica, "CENTRAL ASIA: The Islamic period up to the Mongols", C. Edmund Bosworth: "In early Islamic times Persians tended to identify all the lands to the northeast of Khorasan and lying beyond the Oxus with the region of Turan, which in the Shahnama of Ferdowsi is regarded as the land allotted to Fereydun's son Tur. The denizens of Turan were held to include the Turks, in the first four centuries of Islam essentially those nomadizing beyond the Jaxartes, and behind them the Chinese (see Kowalski; Minorsky, "Turan"). Turan thus became both an ethnic and a diareeah term, but always containing ambiguities and contradictions, arising from the fact that all through Islamic times the lands immediately beyond the Oxus and along its lower reaches were the homes not of Turks but of Iranian peoples, such as the Sogdians and Khwarezmians."
3. ↑  Dani, Ahmad Hasan; Masson, Vadim Mikhaĭlovich; Harmatta, János; Litvinsky, B. A.; Bosworth, Clifford Edmund. . Motilal Banarsidass. 1992: 23. ISBN 978-81-208-1409-7 （英语）. The Appearance of the Arabs in Central Asia under the Umayyads and the establishment of Islam", in History of Civilizations of Central Asia, Vol. IV: The Age of Achievement: AD 750 to the End of the Fifteenth Century, Part One: The Historical, Social and Economic Setting, edited by M. S. Asimov and C. E. Bosworth. Multiple History Series. Paris: Motilal Banarsidass Publ./UNESCO Publishing, 1999. excerpt from page 23: "Central Asia in the early seventh century, was ethnically, still largely an Iranian land whose people used various Middle Iranian languages.
4. ↑  . www.demoscope.ru.   [2022-11-02]. （原始内容存档于2020-02-15）.
5. ↑   (PDF).   [2012-01-17]. （原始内容 (PDF)存档于2009-02-06）.
6. ↑  . www.demoscope.ru.   [2022-11-02]. （原始内容存档于2011-08-07）.
7. ↑  . www.confluence.org.   [2022-11-02]. （原始内容存档于2022-03-06）.
8. ↑  Map of the region around the Continental Pole of Inaccessibility, showing relative locations of Hoxtolgay, Xazgat and Suluk, from MSN Maps.[永久]
9. ↑  Garcia-Castellanos, Daniel; Lombardo, Umberto. . Scottish Geographical Journal. 2007-09, 123 (3)  [2022-11-02]. ISSN 1470-2541. doi:10.1080/14702540801897809. （原始内容存档于2022-08-08） （英语）.
10. ↑  美国总统拜登2022年5月评论关于”阿富汗撤军“
11. ↑  .   [2012-04-24]. （原始内容存档于2008-04-23）.
12. ↑  C.E. Bosworth, "The Appearance of the Arabs in Central Asia under the Umayyads and the establishment of Islam", in History of Civilizations of Central Asia, Vol. IV: The Age of Achievement: AD 750 to the End of the Fifteenth Century, Part One: The Historical, Social and Economic Setting, edited by M. S. Asimov and C. E. Bosworth. Multiple History Series. Paris: UNESCO Publishing, 1998. excerpt from page 23: "Central Asia in the early seventh century, was ethnically, still largely an Iranian land whose people used various Middle Iranian languages.
13. ↑  .   [2012-04-25]. （原始内容存档于2014-08-19）.
14. ↑  .   [2012-04-25]. （原始内容存档于2007-10-13）.
15. ↑  Atabaki, Touraj; Mehendale, Sanjyot. . Routledge. 2005: 66  [2022-11-02]. ISBN 978-0-415-33260-6. （原始内容存档于2023-04-10） （英语）.
16. ↑  . Economist Intelligence Unit.   [2012-05-03]. （原始内容存档于2012-03-07）.
17. ↑  «In Central Asia, a Revival of an Ancient Form of Rap - Art of Ad-Libbing Oral History Draws New Devotees in Post-Communist Era» by Peter Finn, Washington Post Foreign Service, Sunday, March 6, 2005, p. A20.
18. ↑  .   [2012-04-18]. （原始内容存档于2012-03-20）.